# Aega rosacea
Aega rosacea är en kräftdjursart som först beskrevs av Risso 1816.  Aega rosacea ingår i släktet Aega och familjen Aegidae. Inga underarter finns listade i Catalogue of Life.